# Phrynocephalus euptilopus
Phrynocephalus euptilopus är en ödleart som beskrevs av  Alcock och FINN 1897. Phrynocephalus euptilopus ingår i släktet Phrynocephalus och familjen agamer. Inga underarter finns listade i Catalogue of Life.